# 루치아벚나무
루치아벚나무(Lucia---, 영어: St. Lucie cherry, 학명: Prunus mahaleb 프루누스 마할레브[*])는 장미과의 교목이다. 중앙아시아와 남아시아, 서남아시아, 캅카스를 거쳐 동·서·남유럽과 북아프리카에까지 분포한다. 루치아벚나무 열매의 씨는 "마흘랍"이라 불리며 향신료로 쓰인다.